# Sphinx morio
The Larch Hawk Moth (Sphinx morio) là một loài bướm đêm thuộc họ Sphingidae. Nó được tìm thấy ở Nga, the Korean Peninsula, Nhật Bản và Trung Quốc.
Sải cánh dài 60–80 mm.
Ấu trùng ăn Picea (bao gồm Picea asperata và Picea jezoensis), Larix (bao gồm Larix kaempferi, Larix sibirica, Larix olgensis var. koreana và Larix gmelinii), Pinus (bao gồm Pinus sibirica, Pinus sylvestris, Pinus koraiensis, Pinus densiflora, Pinus thunbergii và Pinus sylvestris var. mongolica) và Abies species (bao gồm Abies fabri). In the Altai, it can be a major pest of Pinus sylvestris, sometimes causing complete defoliation of large areas.

## Phụ loài
- Sphinx morio morio (Honshu in Japan)[3]
- Sphinx morio arestus (Jordan, 1931) (central Russia và the Altai eastward through Mongolia và đông bắc China, to Primorskiy Kray, Sakhalin Island, the Korean Peninsula và Tsushima in Japan)[4]
- Sphinx morio inouei (Owada & Kogi, 1992) (northern Hokkaido in Japan)[5]